# A Metamorfose
A Metamorfose (em alemão, Die Verwandlung) é uma novela escrita por Franz Kafka, publicada pela primeira vez em 1915. Veio a ser o texto mais conhecido, estudado e citado da obra de Kafka. Apesar de ter sido publicada em 1915, foi escrita em novembro de 1912 e concluída em vinte dias, Kafka tinha apenas 29 anos, é uma das poucas obras publicadas do autor publicadas ainda em vida.

## Concepção e publicação
A história foi concebida por Franz Kafka em uma manhã de domingo, em 17 de novembro de 1912, enquanto o jovem de vinte e nove anos estava dormindo na casa de seus pais, a residência conhecida como "O Barco", em Praga.
Na noite anterior e até tarde da noite, ele havia trabalhado em seu romance "O Desaparecido", que começou no início do ano, e foi para a cama com a sensação de que o havia degradado em vez de fazê-lo progredir.
Ele também estava esperando uma carta de Felice Bauer, uma jovem que ele havia conhecido em 13 de agosto e com quem estava correspondendo desde 20 de setembro, mas a carta não havia chegado, o que o levou a decidir não sair da cama até que ela chegasse.
A correspondência foi finalmente entregue por volta do meio-dia, e Kafka respondeu à sua correspondente no domingo à noite. No final de sua carta, ele assegura: "Hoje vou transcrever uma pequena história que me ocorreu enquanto eu estava na cama em agonia e que me atormenta profundamente". Esta história é "A Metamorfose", e, como seu autor, o protagonista tem, nas primeiras páginas da nova, uma incrível dificuldade em sair de sua cama.
A composição do texto, iniciada na mesma noite, levou mais tempo do que o esperado para Kafka, que havia escrito "O Veredito" de uma só vez na noite de 22 a 23 de setembro de 1912. Sentado em seu quarto, que assim como o quarto de seu herói tem três portas, ele só concluiu sua novela após várias semanas.
O texto foi inicialmente publicado em outubro de 1915 em Leipzig, no número de outubro da revista "Die Weißen Blätter" (As Páginas Brancas) editada por René Schickele. Em dezembro de 1915, a primeira edição em formato de livro foi publicada na coleção "Der jüngste Tag" (O Último Dia), pela editora Kurt Wolff Verlag, em Leipzig (a capa original indica "1916").

## Enredo
Nesta obra, Kafka descreve um caixeiro viajante de nome de Gregor Samsa, que abandona as suas vontades e desejos para sustentar a família e pagar a dívida dos pais. Numa certa manhã, Gregor acorda metamorfoseado num inseto monstruoso. Kafka descreve este inseto como algo parecido com uma barata gigante. Nos primeiros momentos, o livro descreve as dificuldades iniciais de Gregor na nova forma. Uma ironia presente neste trecho do livro é que Gregor não se preocupa com sua transformação, mas sim com o o facto de estar atrasado para o trabalho.
Quando Gregor, após muitas dificuldades, consegue abrir a porta, todos se assustam, inclusive o gerente, que sai a correr. O pai avança contra ele, forçando-o a entrar de volta no quarto. Após esse episódio, ele é demitido, sua família o rejeita e sua única companhia é ele mesmo. Apenas em alguns momentos a irmã mostra certa compaixão por ele.
No decorrer da história, o autor narra as angústias de Gregor, que sem conseguir fazer nada, ouve sua família discutindo entre si como se sustentar, já que a sua única renda havia ido embora. Nisso, Gregor sente uma forte angústia por não poder fazer nada, nem opinar sobre o que fazer. Nesses tempos, Grete vê os rastros de Gregor nas paredes e no teto do seu quarto, então percebe que Grégor tem falta de espaço, assim, ela e sua mãe vão tirar os móveis do quarto dele. O problema é que o inseto foge do quarto, mas ao sair, depara-se com seu pai que o ataca com maçãs, e uma delas penetra as suas costas, causando tanta dor que o faz desmaiar.
No final das contas os Samsa, (sem contar com a opinião de Gregor, claro) decidem alugar um quarto para ter alguma fonte de renda. O quarto é alugado por três inquilinos, que vivem na casa por um tempo. Num certo dia, Ana esquece uma fresta da porta, que ligava a sala ao quarto de Gregor, aberta. Na hora da jantar, Grete tocava o seu violino para os inquilinos. Gregor, do seu quarto, ouve e fica tão encantado com o som que segue em direção à sala de jantar. Nos primeiros momentos, ninguém o percebe, mas após alguns segundos um dos inquilinos o vê e grita. Sr. Samsa tenta afastar os inquilinos de modo que não vejam o inseto e ao mesmo tempo fazer com que a criatura volte para o seu quarto. Depois desse incidente, Grete, a única que ainda via Gregor como seu irmão e não como um monstro horroroso que atormentava a sua família, perde toda a compaixão e chega à conclusão que eles devem se livrar dele.
No passar do tempo, o autor fala várias vezes sobre a maçã apodrecendo em suas costas, o que é retratado com um sentido simbólico como o ódio de sua família por ele. Depois de certo período, a maçã causa a morte de Gregor. Logo depois de Ana acabar de limpar o quarto do falecido, a família sai da casa feliz. Já não pensavam na morte de Gregor e viam uma certa esperança num futuro próximo, em que poderiam comprar uma casa mais confortável.
Também se mostra interessante que, durante a história, Kafka mostra três períodos da relação da família perante Gregor. No primeiro, ela sente medo; no segundo aceita-o, mas esconde-o do mundo; já no terceiro, odeia-o, vê ele como um peso desnecessário e quer livrar-se dele.

## Personagens
- Gregor Samsa: Um caixeiro viajante que trabalha ininterruptamente, não tem muitos amigos. Pressionado pelo emprego, apenas se mantém no cargo porque é o único que pode sustentar a família. No inicio se transforma num inseto monstruoso, por conta disso passa por diversos problemas como rejeição de sua família, por exemplo.
- Greta Samsa: Irmã de Gregor, uma jovem dócil e não sofre por preconceitos. Esta é a única que tem uma relação direta com ele, mesmo após sua transformação. Adorava violino e tocava muito bem, mas a família não tinha dinheiro para pagar seus estudos. Durante a metamorfose ela tem um emprego de vendedora.
- Sr. Samsa: Pai de Gregor. Recusava e odiava seu filho em forma de inseto. Era muito preconceituoso e não trabalhava pois tinha problemas na coluna.
- Sra. Samsa: Mãe de Gregor, tinha nojo de seu filho em forma de inseto mas continuava amando-o.
- Os três inquilinos: Alugam um quarto na casa dos Samsa após a transformação de Gregor.
- Gerente do escritório: Chantageava Gregor por causa da dívida da família, obrigando-o a trabalhar loucamente.
- Empregada: Interagia poucas vezes com Gregor e sempre caçoava-o, descobriu também que Gregor havia morrido